# گلومهر
گلومهر ( گیلومهر)، روستایی از توابع بخش مرکزی در استان فارس ایران است. مردمان این روستا قبل از اصلاحات ارزی سال ۱۳۴۸ به صورت پراکنده و در اطراف زمین‌های کشاورزی سکونت داشتند بعد از اصلاحات ارزی خانه‌های در محل کنونی روستای به دلیل امکان رسیدگی بهتر به مردم احداث گردید که تاکنون پایدار مانده و از آب و برق و گاز و جاده برخوردار گردیده‌است.
مردمان این روستا بیشتر در بخش دامداری و کشاورزی امرار معاش می‌کنند از جمله کشت نخود، لوبیا، گندم، جو، عدس و باغات گردو، بادام، سیب، هلو، انگور ...
از جاذبه‌های گردشگری این روستا می‌توان به رودخانهٔ خطکش، رودخانهٔ گلومهر، باغات، چمن زارها، چشمه زارها، خانه‌های خشتی، زندگی عشایری و مهمتر از همه تنگ تاریخی میلوستان که در پایین روستا قرار دارد می‌توان نام برد. این تنگه که محل اتصال دو رودخانهٔ خطکش و گلومهر به هم می‌باشد و طولی به حدود دو کیلومتر دارد ارتفاع ان حدود صد متر می‌باشد و از جاذبه‌های طبیعی و تاریخی برخوردار است .
لازم به ذکر است این روستا از تیره میساربی طایفه جاوید ایل بزرگ ممسنی می باشد.
قابل ذکر است که روستای گلومهر ( گلو _مهر )دارای پیشینه تاریخی میباشد و یکی از پایگاه های مهم شهر اردکان محسوب میشده و در بخشی از کتاب های تاریخی به این موضوع اشاره شده که شهر اردکان داری پیشینه تاریخی ۳۰۰۰ سال که حدود ۱۰۰۰ سال پیش به علت جنگ یا سیل یا زلزله تخریب شده و این شهر که به شهر شیران مشهور بوده (ارد :شیر کان :جایگاه ) که از بخش ها و پایگاه های گلوی مهر (گلومهر )  کوه مهر  (دهستان کمهر کنونی ) ، بنگستان (محل جمع آوری خزانه ) پارسیگان (فارسیجان کنونی ) ،رود شیر ، ده پایگاه ، خوشمکان  و مواردی بیشتر اشاره شده است .
به دلیل موقعیت مکانی و وجود تنگه مهلوستان در نزدیگی روستای گلومهر که گاه زندان و گاه محل کمینگاه و مخفیگاه بوده است به یکی از پایگاه ها و مکان های مهم شهر اردکان محسوب می شده.
نام گلومهر برگرفته از مخفف نام گیلویه مهرگان که از سرداران نامی پارسی بوده است. هم راستای کهگیلویه می باشد. که گلو(گیلویه) و مهر(مهرگان) بوده که در گذر زمان به این شکل درآمده . هم اکنون نیز به دو بخش (گلومهر) و (جلال مهر) شناخته می شود که به سبب آن شت که در زبان عربی حرف ( گ) وجود نداشته و این منطقه را به نام( جلومهر ) نام می بردند. 
 خاندان گیلویه یا به عبارتی  خاندان  روزبه، از مشهورترین و مؤثرترین خاندان‌های ایرانی فارس در سه سدۀ نخست اسلامی بود که پس از سقوط ساسانیان، علاوه بر درگیری متناوب با اعراب مهاجم و مسلّط، بهتدریج موفق شدند در دستگاه خلافت عباسی نفوذ یابند و نقش بارز خود را در وقایع سیاسی- اجتماعی عصر نشان دهند. گیلویه که از همۀ اعضای خاندان معروف‌تر و برجستهتر شد،  اقتدار و عظمتش به حدی رسید که منطقۀ وسیعی از فارس را تحت حاکمیت خود درآورد، و منطقه به احترام و اشتهار او نام‌گذاری شد. وی که سپاهی آماده و چند هزار نفری داشت، با خاندان ابودلف عجلی عرب، که از قرن دوم هـ ق در بخشی از ایران – خاصه عراق عجم- حضور و سلطه یافته بودند، درگیر و به رغم موفقیت‌های مقطعی و قتل معقل، برادر ابودلف، سرانجام کشته شد. قلمرو گیلویه که ناحیۀ گستردهای از نزدیکی‌های شیراز تا سمیرم، لردگان، ارجان (= بهبهان)، بخشی از کنارههای خلیج فارس، ممسنی و کهگیلویه و بویراحمد بود، قلمرو حکمرانی گیلویه و خاندانش محسوب می‌شد. پس از گیلویه، فرزندانش، خالد و حسن و نوۀ او محمد بن حسن، به گونهای دیگر در دربار خلفای عباسی حضور و نفوذ یافتند و و نقش مهم خاندان را تداوم بخشیدند.

## جمعیت
این روستا در بخش مرکزی شهرستان سپیدان قرار دارد و براساس سرشماری مرکز آمار ایران در سال ۱۳۹۵، جمعیت آن ۱۴۷ نفر (۲۰خانوار) بوده‌است.